# Hanna Persson (fotbollsspelare född 1996)
Hanna Matilda Persson, född 26 januari 1996, är en svensk fotbollsspelare som spelar för Trelleborgs FF.

## Karriär
Perssons modersklubb är Vellinge IF. Hon debuterade i A-laget 2010.
Sommaren 2013 gick Persson till FC Rosengård. Inför säsongen 2016 flyttades Persson upp i A-laget. Hon spelade 10 matcher för klubben i Damallsvenskan 2016.
I juli 2017 värvades Persson av danska Brøndby. I juli 2018 gick hon till Limhamn Bunkeflo. I mars 2020 värvades Persson av IFK Kalmar. I december 2020 värvades Persson av IK Uppsala, där hon skrev på ett ettårskontrakt. I november 2021 förlängde Persson sitt kontrakt med ett år.
I december 2022 värvades Persson av Elitettan-klubben Trelleborgs FF. I juni 2023 förlängde hon sitt kontrakt fram över säsongen 2024.